# MK2 Parnasse
MK2 Parnasse est une salle de cinéma du groupe MK2, classée art et essai, situé au 11, rue Jules-Chaplain dans le quartier Notre-Dame-des-Champs du 6e arrondissement de Paris.

## Historique
Le cinéma ouvre le 17 octobre 1930 dans cette rue discrète de Montparnasse sous le nom de « Studio de Paris ». Il dispose d'une salle de 300 places avec un balcon. En 1931, il passe au parlant et est renommé « Studio-Parnasse ». En 1947 sont mises en place des projections suivies de discussions, évènements prisés par les cinéphiles. Des débats sont par exemple organisés par Jean-Louis Chéray entre cinéphiles et réalisateurs. Repris par MK2 en 1976, le cinéma est réaménagé pour accueillir trois salles (160, 80 et 50 places) et prend le nom de « 14 Juillet-Parnasse ». Influence du fondateur de MK2 Marin Karmitz, sur certains murs du cinéma sont inscrits au pochoir des citations de Mao Zedong et des noms de cinéastes. En 1998, le cinéma est renommé « MK2 Parnasse ». Il est classé art et essai,.
Le 11 rue Jules-Chaplain a aussi accueilli dans ses caves la boîte de jazz L'Aéroport, puis le Jacky Western Saloon, devenu le Boucanier, temple de la musique punk géré par Lydie Bastien, surnommée « La Diabolique de Caluire »[réf. souhaitée].

## Accès
Le MK2 Parnasse est accessible par les lignes 4 à la station Vavin et 12 (station Montparnasse - Bienvenüe).